# Matin, temps gris, Rouen
Matin, temps gris, Rouen est une peinture de la fin du XIXe siècle réalisée par l'artiste français Camille Pissarro. Réalisée en 1896 à l'huile sur toile, l'œuvre représente le paysage urbain industriel de Rouen, en Normandie. La pièce maîtresse de la peinture est le pont Boieldieu, un pont en arc en acier que Pissarro a peint depuis sa chambre dans un hôtel voisin. La peinture fait partie de la collection du Metropolitan Museum of Art de New York. 

Pissarro avait exécuté d'autres peintures du pont Boieldieu, dans des conditions météorologiques différentes, lors d'une précédente visite à Rouen au début de l'année (1896). 

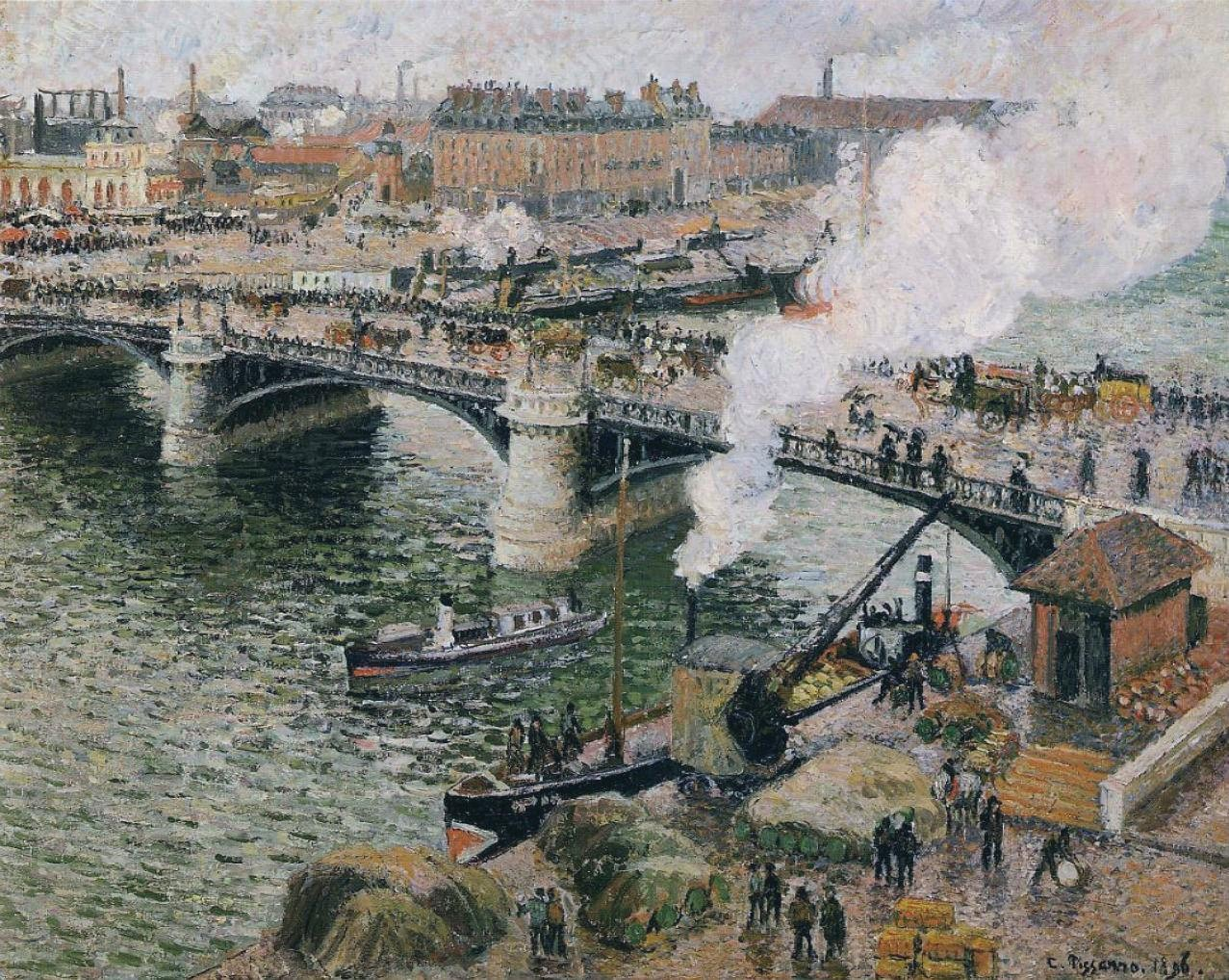
Le Pont Boieldieu à Rouen, temps pluvieux, 1896. (Musée des beaux-arts de l'Ontario)
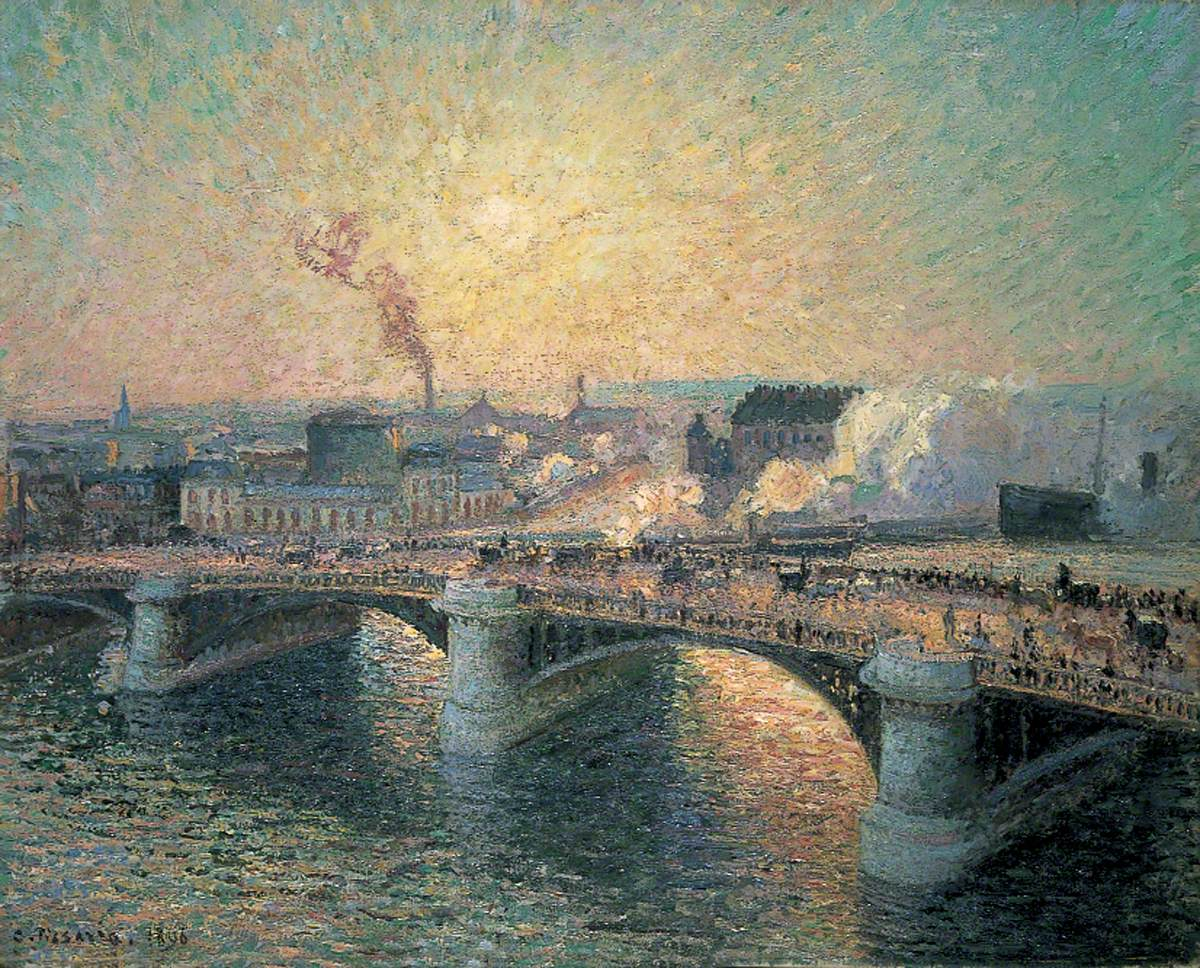
Pont Boieldieu, Soleil couchant, 1896. (Birmingham Museum and Art Gallery, Royaume-Uni)
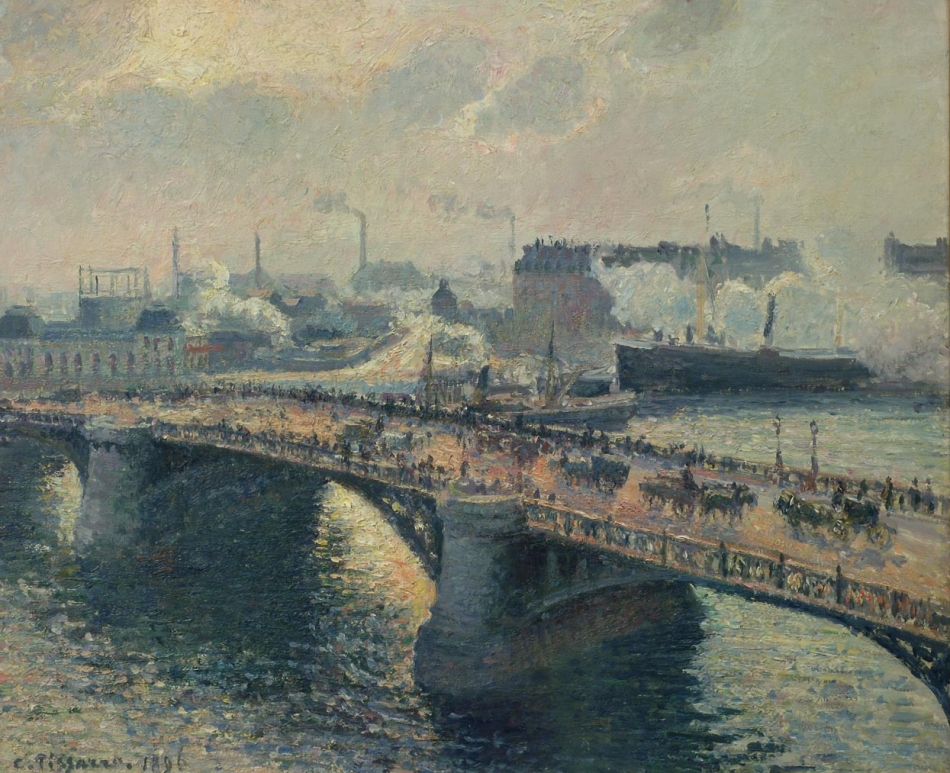
Pont Boieldieu, Soleil, Fumées, 1896. (Musée d'Orsay, Paris)